# Dolni Podlog
Dolni Podlog (en macédonien Долни Подлог) est un village de l'est de la Macédoine du Nord, situé dans la municipalité de Kotchani. Le village comptait 476 habitants en 2002.

## Démographie
Lors du recensement de 2002, le village comptait :
- Macédoniens : 475
- Autres : 1